# 查卡斯區

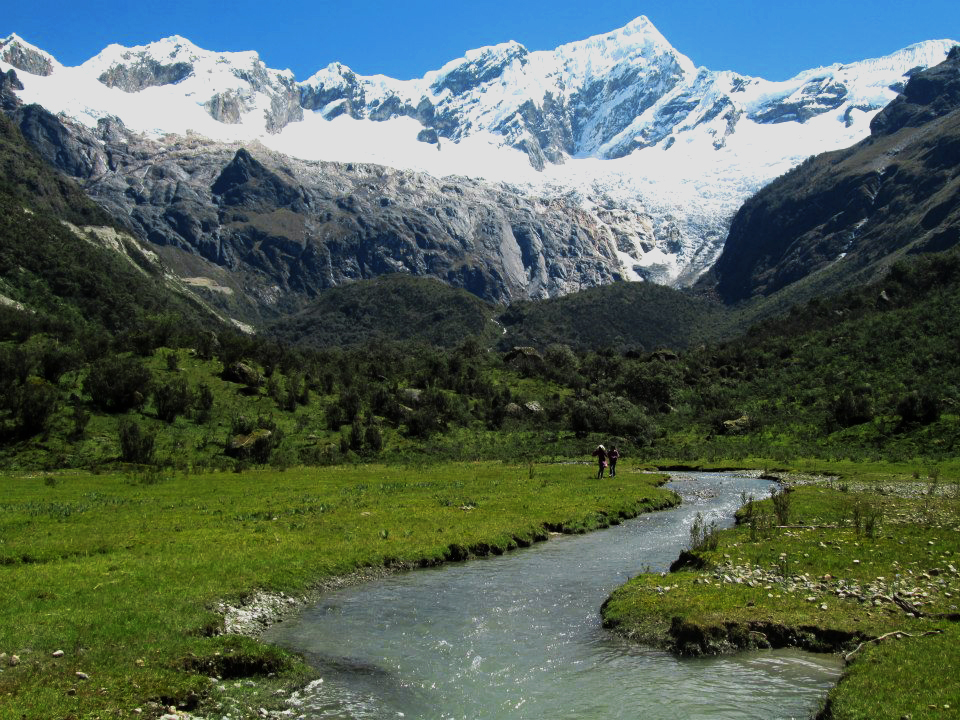

查卡斯區（西班牙語：Distrito de Chacas），是秘魯的一個區，位於該國北部安卡什大區的阿松森省，面積447.69平方公里，海拔高度3,359米，2005年人口5,581，人口密度為每平方公里12人。